# XP-71 (航空機)
XP-71はアメリカ合衆国のカーチスが1940年代に開発していた戦闘機である。1942年に開発中止となり、実機は完成していない。

## 概要
1941年にカーチス社はアメリカ陸軍航空軍に長距離護衛戦闘機を提案した。これが採用され、2機の試作が発注されたが、機体組立てが始まる前に計画はキャンセルされた。
計画では、3,450hpのP&WのR-4360レシプロエンジン双発、二重反転プロペラを推進式に装備することになっていた。与圧コックピットに2名の乗員をのせる大型戦闘機である。翼面積と重量の面で双発爆撃機のB-25より、大きくて重いという戦闘機である。

## スペック (計画値)
- 全長 : 18.85 m
- 全幅 : 25.07 m
- 全高 : 5.79 m
- 翼面積 : 55.93 m2
- 空虚重量 : 14,089 kg
- 最大離陸重量 : 21,295 kg

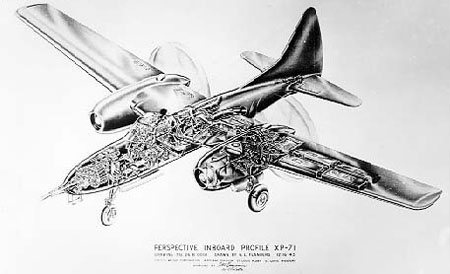
カーチス社のエンジニアG. L. FlandersによるXP-71の想像図

- エンジン : P&W R-4360-13 (3,450hp) 2基
- 最高速度 : 689 km/h (高度7,620 m)
- 航続距離 : 4,800 km
- 実用上昇限度 : 12,192 m
- 最大翼面荷重 : 252 kg/m2
- 最小出力荷重比 : 242 W/kg
- 上昇率 : 7,620 m まで12分30秒